# São João de Loure e Frossos
São João de Loure e Frossos est une paroisse civile portugaise (en portugais : freguesia) de la municipalité d'Albergaria-a-Velha dans le district d'Aveiro. Elle est créée en 2013, par fusion des paroisses de São João de Loure et Frossos.

## Géographie
La Vouga marque la frontière occidentale de la paroisse de São João de Loure e Frossos et de la municipalité d'Albergaria-a-Velha.

## Histoire
La paroisse est créée par la loi no 11-A/2013 du 28 janvier 2013 portant réorganisation administrative du territoire des freguesias, en fusionnant les paroisses de São João de Loure et Frossos. Son nom officiel est União das Freguesias de São João de Loure e Frossos et son siège est fixé à São João de Loure.

## Démographie
Lors du recensement de 2021, São João de Loure e Frossos compte 2 753 habitants.